# Microconops brunnicornis
Microconops brunnicornis är en tvåvingeart som beskrevs av Krober 1940. Microconops brunnicornis ingår i släktet Microconops och familjen stekelflugor. Inga underarter finns listade i Catalogue of Life.